# Kuberton
Kuberton (olaszul: Cuberton) falu Horvátországban, Isztria megyében. Közigazgatásilag Grožnjanhoz tartozik.

## Fekvése
Az Isztria középnyugati részén, Bujétől 8 km-re, községközpontjától 8 km-re északkeletre a szlovén határ közelében fekvő északkelet-délnyugati irányú dombháton, gesztenyések között fekszik. A Marušićit Šternával összekötő úttól egy másfél kilométeres bekötőúton közelíthető meg.

## Története
Területén már a történelem előtti időkben is éltek emberek. Ezt bizonyítják a hozzá tartozó Gomilánál található halomsírok. A középkorban a šternai uradalom részeként a novigradi püspök hűbérbirtoka volt. A 13. században Filipo di Cosiliaco III. Mainhard görzi gróf vazallusának igazgatása alá tartozott. A gróf 1250-ben Andrea de Cirlago utódait erősíti meg birtokában, miután korábban apjuknak adta át. Miután a Velencei Köztársasághoz csatolták Kuberton a 16. században részben a Vergerio, részben a Del Bello család birtoka lett. Ezután egy bizonyos Belli vásárolta meg, aki lányával hozományként a pirani Groppának adta. Magánbirtok maradt egészen 1797-ig a Velencei Köztársaság megszűnéséig. Ezt követően Šterna, illetve Grožnjan igazgatása alá került. 1857-ben 272, 1910-ben 478 lakosa volt. A településnek iskolája, számos kézművese és fejlett mezőgazdasága volt.
Az első világháború után a rapallói szerződés értelmében Isztria az Olasz Királysághoz került. 1943-ban az olasz kapitulációt követően német megszállás alá került, mely 1945-ig tartott. A második világháború után a párizsi békeszerződés értelmében Jugoszlávia része lett. A lakosság kivándorlása miatt csaknem teljesen kiürült. A település Jugoszlávia felbomlása után 1991-ben a független Horvátország része. 2011-ben 19 lakosa volt. Az utóbbi időben régi lakosai közül többen visszatértek és az üresen maradt házak felújításába kezdtek. Lakói mezőgazdasággal, ezen belül főként szőlőtermesztéssel és borászattal foglalkoznak.

## Nevezetességei
- Szent Lőrinc tiszteletére szentelt temploma a 18. században épült. Ma eléggé leromlott az állapota, belül csak egy fából faragott oltár található benne, a többi berendezését elvitték. Pedig a helyiek emlékezete szerint egykor gazdag felszerelése volt. Ezek közül különösen értékes volt egy 13. századi, bronzból készített körmeneti kereszt hátterében az égboltot szimbolizáló égszínkék zománcozott táblácskával. Az egyik oltárában egy 1543-ban kelt, 1655-ben lepecsételt pergament találtak.
- A falu bejárata előtt egy fenyvesen át vezet az út a régi temetőhöz, ahol egykor egy Szent Margit tiszteletére szentelt kápolna állt.

## Lakosság
| Lakosság változása | Lakosság változása | Lakosság változása | Lakosság változása | Lakosság változása | Lakosság változása | Lakosság változása | Lakosság változása | Lakosság változása | Lakosság változása | Lakosság változása | Lakosság változása | Lakosság változása | Lakosság változása | Lakosság változása | Lakosság változása |
| ------------------ | ------------------ | ------------------ | ------------------ | ------------------ | ------------------ | ------------------ | ------------------ | ------------------ | ------------------ | ------------------ | ------------------ | ------------------ | ------------------ | ------------------ | ------------------ |
| 1857               | 1869               | 1880               | 1890               | 1900               | 1910               | 1921               | 1931               | 1948               | 1953               | 1961               | 1971               | 1981               | 1991               | 2001               | 2011               |
| 272                | 288                | 388                | 408                | 408                | 478                | 362                | 251                | 541                | 297                | 248                | 116                | 80                 | 74                 | 22                 | 19                 |